# Джалилова, Сервер
Сервер Джалилова (род. 1928, Фарабский район) — советская колхозница. Герой Социалистического Труда (1948).

## Биография
Сервер Джалилова родилась в 1928 году в Фарабском районе Чарджуйского округа Туркменской ССР (сейчас Фарапский этрап Лебапского велаята Туркмении). По национальности узбечка.
С юности работала в Чарджоуском оазисе на берегу Амударьи на хлопковых полях колхоза имени Куйбышева в Фарабском районе. Вскоре стала руководить комсомольско-молодёжным звеном в бригаде А. Мурадова. В 1947 году звено Джалиловой собрало с 3 гектаров хлопок-сырец урожайностью 85,57 центнера с гектара, что стало рекордом Чарджоуской области.
5 апреля 1948 года Указом Президиума Верховного Совета СССР за получение высоких урожаев хлопка в 1947 году удостоена звания Героя Социалистического Труда с вручением ордена Ленина и золотой медали «Серп и Молот».
Почти 30 лет была единственным Героем Социалистического Труда в Фарабском районе, пользовалась большим авторитетом. Соперницей Джалиловой в борьбе за высокую урожайность хлопка была Герой Социалистического Труда из соседнего Чарджоуского района Сапаргуль Клычева.
С 1978 года была персональным пенсионером союзного значения.
Жила в Фарабском районе.
Награждена медалями.